# Tiepłochod nr 2
Tiepłochod nr 2 – stawiacz min typu Tiepłochod zbudowany dla Marynarki Wojennej Imperium Rosyjskiego. W ostatnim roku I wojny światowej zdobyty przez Niemców, a po kapitulacji przekazany Estończykom. W Eesti merejõud służył jako Mootortraaler Nr 8, „Kalew” i „Keri”. Wraz z pozostałymi estońskimi jednostkami przejęty przez ZSRR w 1940 roku. Zatopiony przy porcie tallińskim w 1941 roku.

## Budowa i opis techniczny
Okręt był drugim stawiaczem min typu Tiepłochod (pierwszej serii). Zamówienie złożono w petersburskiej stoczni Crichton & Company. Stępka położona została 15 lipca 1912 roku, a wodowanie miało miejsce w grudniu 1913 roku. Wyposażanie zakończyła Stocznia Iżorska i wiosną 1914 roku Tiepłochod nr 2 (w skrócie T-2, pol. motorowiec nr 2) mógł wejść do służby w Marynarce Wojennej Imperium Rosyjskiego.
Jego całkowita długość wynosiła 20,73 metra, szerokość 4,88 metra, zaś zanurzenie 1,22 metra. Wyporność standardowa wynosiła 34, a maksymalna 40 ton.
Okręt napędzany był przez 2 silniki benzynowe, każdy o mocy 30 KM, miał 2 śruby. Okręt mógł rozwinąć maksymalnie 7,5 węzłów. Zapas 0,9 tony paliwa pozwalał jednostce na pokonanie 360 mil morskich przy 6 węzłach.
Jednostka uzbrojona była w karabin maszynowy. Miała też możliwość zamontowania działa kalibru 47 lub 57 mm. Jako stawiacz min, mogła zabrać 10 min morskich standardowej wielkości lub 40 rybek.

## Służba
Tiepłochod nr 2 po przewrocie październikowym przeszedł w ręce bolszewików. Utracili go oni 22 lutego 1918 roku, gdy z powodu zalodzenia Zatoki Fińskiej nie mógł być ewakuowany z Tallinna. Niemcy wykorzystywali go do służby pomocniczej. Zgodnie z warunkami rozejmu w Compiègne 11 listopada 1918 roku okręt został przekazany Estonii. Na listę Eesti merejõud oficjalnie wszedł 19 stycznia 1919 roku pod nazwą Mootortraaler Nr 8 (w skrócie M-8). Okręt jeszcze w czasie wojny o niepodległość Estonii przemianowano na „Kalew”.
Okręt brał udział w działaniach wojennych przeciwko bolszewikom – 17 stycznia 1919 roku, jeszcze przed wpisaniem na listę marynarki, uczestniczył w desancie pod Utrią. „Kalew” wraz z „Olewem” wspierały ofensywę wojsk Korpusu Północnego na Piotrogród. Od 15 maja 1919 roku działały na rzece Ługa. Jednostki wzięły na pokład oddział desantowy złożony z załogantów niszczyciela „Wambola” i ruszyły w górę rzeki. We wsi Kuziomkino stoczyły potyczkę z siłami lądowymi Rosjan, którzy zostali odegnani ogniem z dział i karabinów maszynowych zamontowanych na okrętach.
Na przełomie czerwca i lipca 1919 roku okręt brał udział w walkach przeciw wycofującej się bałtyckiej Landeswehrze. Holowany przez „Wambolę”, wyruszył do Rygi 30 czerwca. Wraz z pozostałymi jednostkami znalazł się w ujściu Dźwiny o 13:45. „Kalew” i „Olev” szły w górę rzeki przed pozostałymi okrętami, trałując ją z min i oznaczając bezpieczny tor. W dniach 13–15 października trałowiec, w zespole okrętów estońsko-brytyjskich, wspierał postępy Zachodniej Armii Ochotniczej działając w Zatoce Koporskiej.
Kolejna zmiana nazwy miała miejsce w roku 1936, kiedy okręt otrzymał imię „Keri”.
W wyniku okupacji Estonii przez Armię Czerwoną jednostka została włączona 13 sierpnia 1940 roku w skład Marynarki Wojennej ZSRR. Nazwę jednostki zmieniono 25 lipca 1941 roku, nowe oznaczenie brzmiało KT-1502. Jednostka została zatopiona 28 sierpnia 1941 roku w pobliżu tallińskiego portu.